# Giuseppe Mazza
Giuseppe Mazza (Parma, Emília-Romanya, Itàlia, 1806 - Trieste, 1885) fou un compositor dramàtic italià.
Estudià inicialment música a la ciutat de Lucca amb Dominico Quilici i més tard al Liceu Musical de Bolonya amb el mestre Stanislao Mattei. Fou nomenat mestre de capella de l'església de Sant Antoni Taumaturg de Trieste. Es va casar amb la cantatriu Adelaide Mazza, la qual va interpretar els papers principals de les obres de Giuseppe Mazza.

## Obres[2]
Entre les seves obres, que foren interpretades a Nàpols, Florència, Milà, Roma, Treviso, Trieste, entre altres indrets, hi figuren les òperes i operetes:
- La vigilanza delusa, estrenada al Teatro Pantero de Lucca, el 1826;
- Amor la vince tutto, ossia, la Vigilante Delusa, estrenada al Teatro d'Argennes de Torí el 1826;[4]
- L'albergo incantato estrenada al Teatro della Perola de Florència el 1828. Representada amb el nom de Monsieur de Montenciel al Teatro Nuovo de Nàpols el 1835;[5]
- Monsieur de Chalumaux, estrenada al Teatro Nuovo de Nàpols el 1828;
- Elena e Malvina, estrenada al Teatro Valle de Roma el 1834;
- La dama irlandese estrenada al Teatro Fondo de Nàpols el 1836;[6]
- Caterina di Guisa, estrenada al Teatro Dolfin de Treviso el 1836;
- L'orfanella di Lancia, estrenada al Teatro Re de Milà el 1836;
- La prova di un'opera seria,[7] primera versió estrenada a Nàpols el 1837, segona versió estrenada al Teatro Comunale de Fiume el 1845. A Espanya assolí molt èxit convertida en sarsuela amb el títol de Campanone (coneguda també com a El maestro Campanone), amb un arranjament musical del compositor valencià Vicent Lleó.[8]
- Leocadia, estrenada al Teatro Apollo de Venècia el 1844;
- Jefte, estrenada al Teatro San Benedetto de Venècia el 1851;
- La sacerdotessa d'Iside, estrenada al Teatro Carcano de Milà el 1852;
- La sciocca per astuzia, estrenada al Teatro Mauroner de Trieste el 1855;
- La sorrentina, estrenada al Teatro Comunale de Bolonya el 1857;
- Chiara di Salency, inèdita;
- Il primo amore, inèdita;
- Il divorzio persiano, inèdita;
- Arsinoe, inèdita;